# Premi Nadal de novel·la
El Premi Nadal de novel·la en castellà és el premi literari més antic d'Espanya. Es concedeix des de l'any 1944, un any després de la seva institució, per Ediciones Destino. S'entrega anualment la nit del dia de Reis a l'Hotel Ritz de Barcelona. A la mateixa vetllada s'entrega, des de 1968, el Premi Josep Pla de narrativa en català. Està dotat amb 18.000 euros; fins al 2009 s'atorgava un premi de finalista de 6.000 euros (abans, un milió de pessetes).

## Llista de guanyadors
| Any   | Autoria                      | Obra                                       |
| ----- | ---------------------------- | ------------------------------------------ |
| 1944  | Carmen Laforet               | Nada                                       |
| 1945  | José Félix Tapia             | La luna ha entrado en casa                 |
| 1946  | Josep Maria Gironella        | Un hombre                                  |
| 1947  | Miguel Delibes               | La sombra del ciprés es alargada           |
| 1948  | Sebastià Juan Arbó           | Sobre las piedras grises                   |
| 1949  | Jose Suárez Carreño          | Las últimas horas                          |
| 1950  | Elena Quiroga                | Viento norte                               |
| 1951  | Lluís Romero i Pérez         | La noria                                   |
| 1952  | Dolores Medio Estrada        | Nosotros, los Rivero                       |
| 1953  | Luisa Forrellad              | Siempre en capilla                         |
| 1954  | Francisco José Alcántara     | La muerte sienta bien a Villalobos         |
| 1955  | Rafael Sánchez Ferlosio      | El Jarama                                  |
| 1956  | José Luis Martín Descalzo    | La frontera de Dios                        |
| 1957  | Carmen Martín Gaite          | Entre visillos                             |
| 1958  | José Vidal Cadellans         | No era de los nuestros                     |
| 1959  | Ana María Matute             | Primera memoria                            |
| 1960  | Ramiro Pinilla               | Ciegas hormigas                            |
| 1961  | Juan Antonio Payno           | El curso                                   |
| 1962  | José María Mendiola          | Muerte por fusilamiento                    |
| 1963  | Manuel Mejía Vallejo         | El día señalado                            |
| 1964  | Alfonso Martínez Garrido     | El miedo y la esperanza                    |
| 1965  | Eduardo Caballero Calderón   | El buen salvaje                            |
| 1966  | Vicente Soto                 | La zancada                                 |
| 1967  | Josep María Sanjuán Urmeneta | Réquiem por todos nosotros                 |
| 1968  | Álvaro Cunqueiro             | El hombre que se parecía a Orestes         |
| 1969  | Francisco García Pavón       | Las hermanas coloradas                     |
| 1970  | Jesús Fernández Santos       | Libro de las memorias de las cosas         |
| 1971  | José María Requena           | El cuajarón                                |
| *1972 | José María Carrascal         | Groovy                                     |
| 1973  | José Antonio García Blázquez | El rito                                    |
| 1974  | Luis Gasulla                 | Culminación de Montoya                     |
| 1975  | Francisco Umbral             | Las ninfas                                 |
| 1976  | Raúl Guerra Garrido          | Lectura insólita de El Capital             |
| 1977  | José Asenjo Sedano           | Conversación sobre la guerra               |
| 1978  | Germán Sánchez Espeso        | Narciso                                    |
| 1979  | Carlos Rojas Vila            | El ingenioso hidalgo Federico García Lorca |
| 1980  | Juan Ramón Zaragoza          | Concerto grosso                            |
| 1981  | Carmen Gómez Ojea            | Cantiga de aguero                          |
| 1982  | Fernando Arrabal             | La torre herida por un rayo                |
| 1983  | Salvador García Aguilar      | Regocijo en el hombre                      |
| 1984  | José Luis de Tomás García    | La otra orilla de la droga                 |
| 1985  | Pau Faner                    | Flor de sal                                |
| 1986  | Manuel Vicent                | Balada de Caín                             |
| 1987  | Juan José Saer               | La ocasión                                 |
| 1988  | Juan Pedro Aparicio          | Retratos de ambigú                         |
| 1990  | Juan José Millás             | La soledad era esto                        |
| 1991  | Alfredo Conde Cid            | Los otros días                             |
| 1992  | Alejandro Gándara            | Ciegas esperanzas                          |
| 1993  | Rafael Argullol              | La razón del mal                           |
| 1994  | Rosa Regàs                   | Azul                                       |
| 1995  | Ignacio Carrión Hernández    | Cruzar el Danubio                          |
| 1996  | Pedro Maestre                | Matando dinosaurios con tirachinas         |
| 1997  | Carlos Cañeque               | Quién                                      |
| 1998  | Lucía Etxebarria             | Beatriz y los cuerpos celestes             |
| 1999  | Gustavo Martín Garzo         | Las historias de Marta y Fernando          |
| 2000  | Lorenzo Silva                | El alquimista impaciente                   |
| 2001  | Fernando Marías              | El niño de los coroneles                   |
| 2002  | Ángela Vallvey               | Los estados carenciales                    |
| 2003  | Andrés Trapiello             | Los amigos del crimen perfecto             |
| 2004  | Antonio Soler                | El camino de los ingleses                  |
| 2005  | Pedro Zarraluki              | Un encargo difícil                         |
| 2006  | Eduardo Lago                 | Llámame Brooklyn                           |
| 2007  | Felipe Benítez Reyes         | Mercado de espejismos                      |
| 2008  | Francisco Casavella          | Lo que sé de los vampiros                  |
| 2009  | Maruja Torres                | Esperadme en el cielo                      |
| 2010  | Clara Sánchez                | Lo que esconde tu nombre                   |
| 2011  | Alicia Giménez Bartlett      | Donde nadie te encuentre                   |
| 2012  | Álvaro Pombo                 | El temblor del héroe                       |
| 2013  | Sergio Vila-Sanjuán          | Estaba en el aire                          |
| 2014  | Carmen Amoraga               | La vida era eso                            |
| 2015  | José C. Vales                | Cabaret Biarritz                           |
| 2016  | Víctor del Árbol             | La víspera de casi todo                    |
| 2017  | Care Santos                  | Media vida                                 |
| 2018  | Alejandro Palomas            | Un amor                                    |
| 2019  | Guillermo Martínez           | Los crímenes de Alicia                     |
| 2020  | Ana Merino                   | El mapa de los afectos                     |
| 2021  | Najat El Hachmi              | El lunes nos querrán                       |
| 2022  | Inés Martín Rodrigo          | Las formas del querer                      |
| 2023  | Manuel Vilas                 | Nosotros                                   |
| 2024  | César Pérez Gellida          | Bajo tierra seca                           |
| 2025  | Jorge Fernández Díaz         | El secreto de Marcial                      |